# Hasemania
Genre
Le genre Hasemania regroupe plusieurs espèces de poissons américains de la famille des Characidés.

## Liste des espèces
- Hasemania crenuchoides Zarske & Géry, 1999
- Hasemania hanseni (Fowler, 1949)
- Hasemania maxillaris Ellis, 1911
- Hasemania melanura Ellis, 1911
- Hasemania nambiquara Bertaquo & Malabarba, 2007
- Hasemania nana (Lütken, 1875)

## Référence
Ellis, 1911 : On the species of Hasemania, Hyphessobrycon, and Hemigrammus collected by J. D. Haseman for the Carnegie Museum. Annals of the Carnegie Museum 8-1 pp 148-163.